# Lyman James Briggs

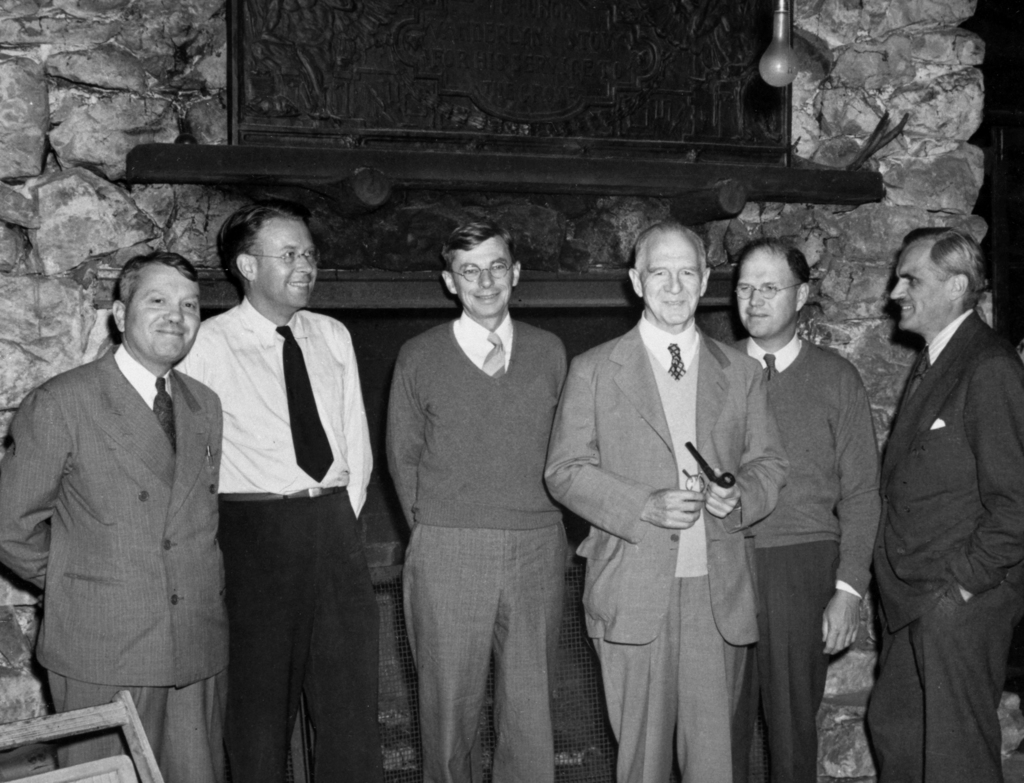
Da esquerda para a direita Harold Clayton Urey, Ernest Lawrence, James Bryant Conant, Lyman James Briggs, Eger Vaughan Murphree e Arthur Holly Compton.

Lyman James Briggs (Assyria, Condado de Barry, Michigan, 7 de maio de 1874 – 25 de março de 1963) foi um engenheiro e físico estadunidense.
Briggs estudou no Michigan Agricultural College (atual Universidade Estadual de Michigan), na Universidade de Michigan em Ann Arbor e na Universidade Johns Hopkins.
A partir de 1917, e oficialmente a partir de 1920, trabalhou no National Bureau of Standards (NBS). Foi em 1926 diretor assistente do NBS e em 1932 diretor.
Foi eleito em 1939 membro da Academia de Artes e Ciências dos Estados Unidos.

## Obras
- Summary of the results of the stratosphere flight of the Explorer II. Natl. Geogr. Soc. Technol. Pap. Stratosphere Series. 2:5-12. (1936)
- NBS War Research: The National Bureau of Standards in World War II. NIST archives (1949)
- Methods for measuring the coefficient of restitution and the spin of a ball. J. Res. Natl. Bur. Stand. 34:1-23. (1945)
- Lyman J. Briggs, Effect of spin and speed on the lateral deflection (curve) of a baseball and the Magnus effect for smooth spheres. Am. J. Phys. 27:589-96. (1959)
- Lyman J. Briggs, Limiting negative pressure of water, J. Appl. Phys. 21:721-22. (1950)
- The limiting negative pressure of mercury in Pyrex glass. J. Appl. Phys. 24:488-90. (1953)

### Publicações conjuntas
- J. W. McLane, The moisture equivalents of soils USDA Bur. Soils Bull. 45. (1907)
- J. W. McLane, Moisture equivalent determinations and their application, Proc. Am. Soc. Agron. 2:138-47. (1910)
- H. L. Shantz, A wax seal method for determining the lower limit of available soil moisture, Bot. Gaz. 51:210-19. (1911)
- H. L. Shantz, The wilting coefficient for different plants and its indirect determination, USDA Bur. Plant Ind. Bull. 230. (1912)
- P. R. Heyl. The earth inductor compass. Proc. Am. Phil. Soc. 61:15-32. (1922)
- G. F. Hull e H. L. Dryden. Aerodynamics of airfoils at high speeds. Natl. Adv. Comm. Aeron. Rep. 207. (1925)